# Por (povo)
O povo Por (em Khmer ព័រ, também Peur, Pear/ˈpɛər/; [ˈpɛə]) refere-se aos grupos indígenas — incluindo os Por, os Samre, Chong, Samray e os Sa'och — que falam uma das línguas peáricas e vivem esparsamente, após anos de conflitos no Camboja e na Tailândia. Os grupos peáricos falam línguas diferentes, mas intimamente relacionadas, e compartilham muitos traços culturais que os diferem marcadamente das culturas dominantes Khmer e Thai.

## Etnografia
Os povos peáricos incluem: Samre, na Província de Pursat; Samray, em Battambang; Chong e Chong-Samré, na Província Trat do leste da Tailândia; e Chong la e Chong heap, na Província de Chanthaburi, Tailândia.
Nas comunidades Por em Preah Vihear, a população estimada foi de 299 famílias (1 674 pessoas) em 2002.
De acordo com os Por Samray que vivem em Kranhung, a comunidade Samray na região do Phnom Kulen sobreviveu por causa da emigração nos dias do reino de Angkor. Após a revolta em Samlaut de 1967, os Por da área de Stung Kranhung mudaram-se para Ta Sanh.
Enquanto alguns Sa'och vivem na área costeira do Camboja, muitos Sa'och da área de Kampong Som foram capturados por thais, por volta de 1830, e reassentados na Província de Kanchanaburi, em território tailandês. Alguns Sa'och mostram características físicas semelhantes aos negritos e, neste sentido, são diferentes de outros povos peáricos. Especula-se que os Sa'och habitavam as áreas mais elevadas, e os Samré as encostas mais baixas e áreas planas, antes da chegada dos Khmer de Champassak, em torno do século VI.
Os Chong são povos peáricos que vivem na Tailândia, nas Províncias Trat e Chanthaburi. Esse povo tradicionalmente cultiva arroz em terras altas e isoladas, por meio de coivara, e seguem religiões tradicionais, como o budismo (95%) e o cristianismo (1%). O povo indígena Chong, em Koh Kong, Camboja, encontra-se ameaçado pela construção da barragem de Stung Cheay Areng, pela companhia chinesa Sinohydrdo Resources, que acarretaria o deslocamento dos moradores locais.

## Idioma
O povo Por fala o grupo ameaçado das línguas peáricas, as quais, assim como os costumes do povo em questão, são radicalmente diferentes das línguas dos outros grupos sociais no Camboja.